# Libellulosoma minuta
Libellulosoma minuta är en trollsländeart som beskrevs av Martin 1907. Libellulosoma minuta ingår i släktet Libellulosoma och familjen skimmertrollsländor. IUCN kategoriserar arten globalt som otillräckligt studerad. Inga underarter finns listade i Catalogue of Life.